# Szczyt NATO w Madrycie 2022

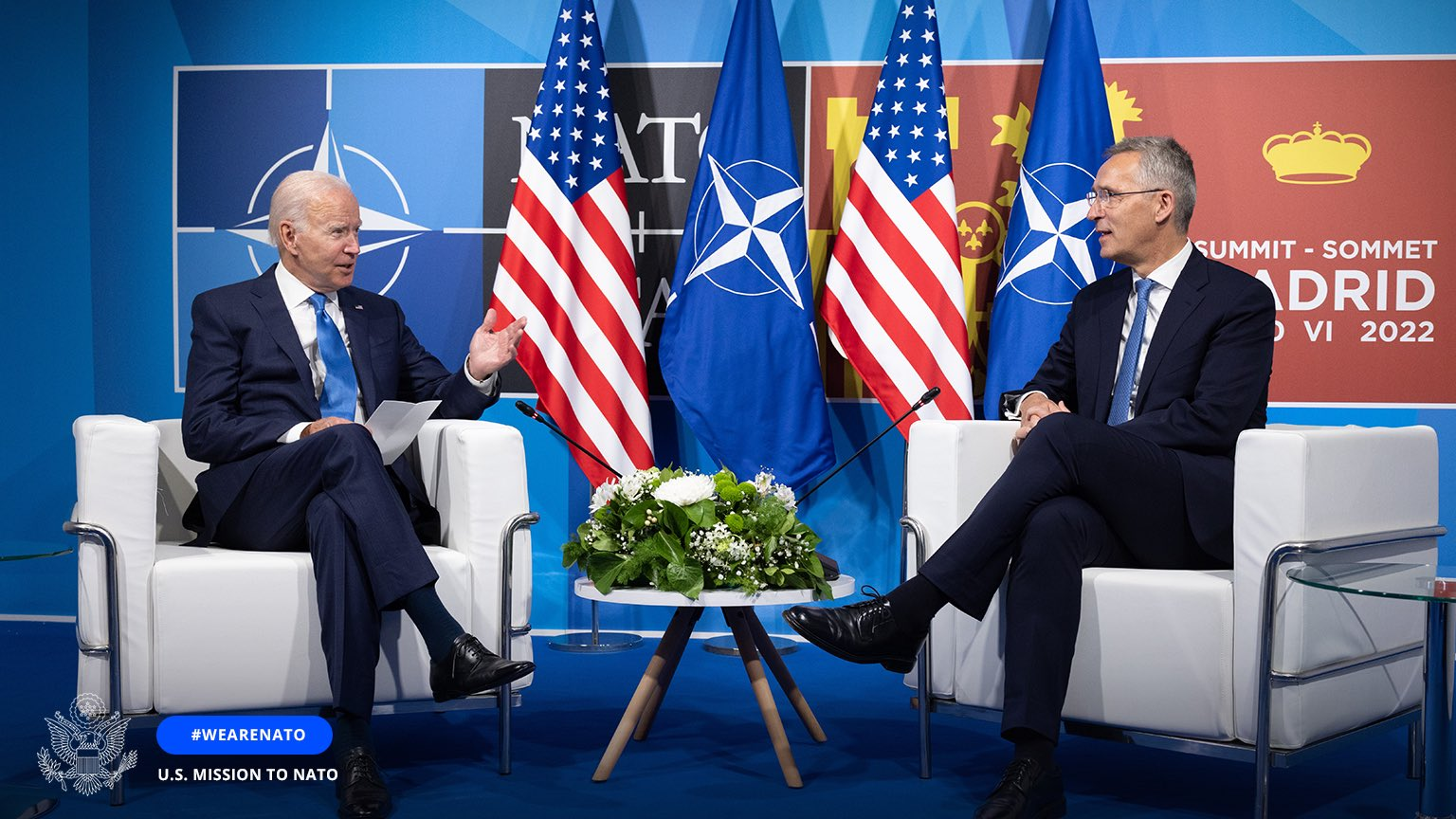
Prezydent USA Joe Biden i sekretarz generalny NATO Jens Stoltenberg

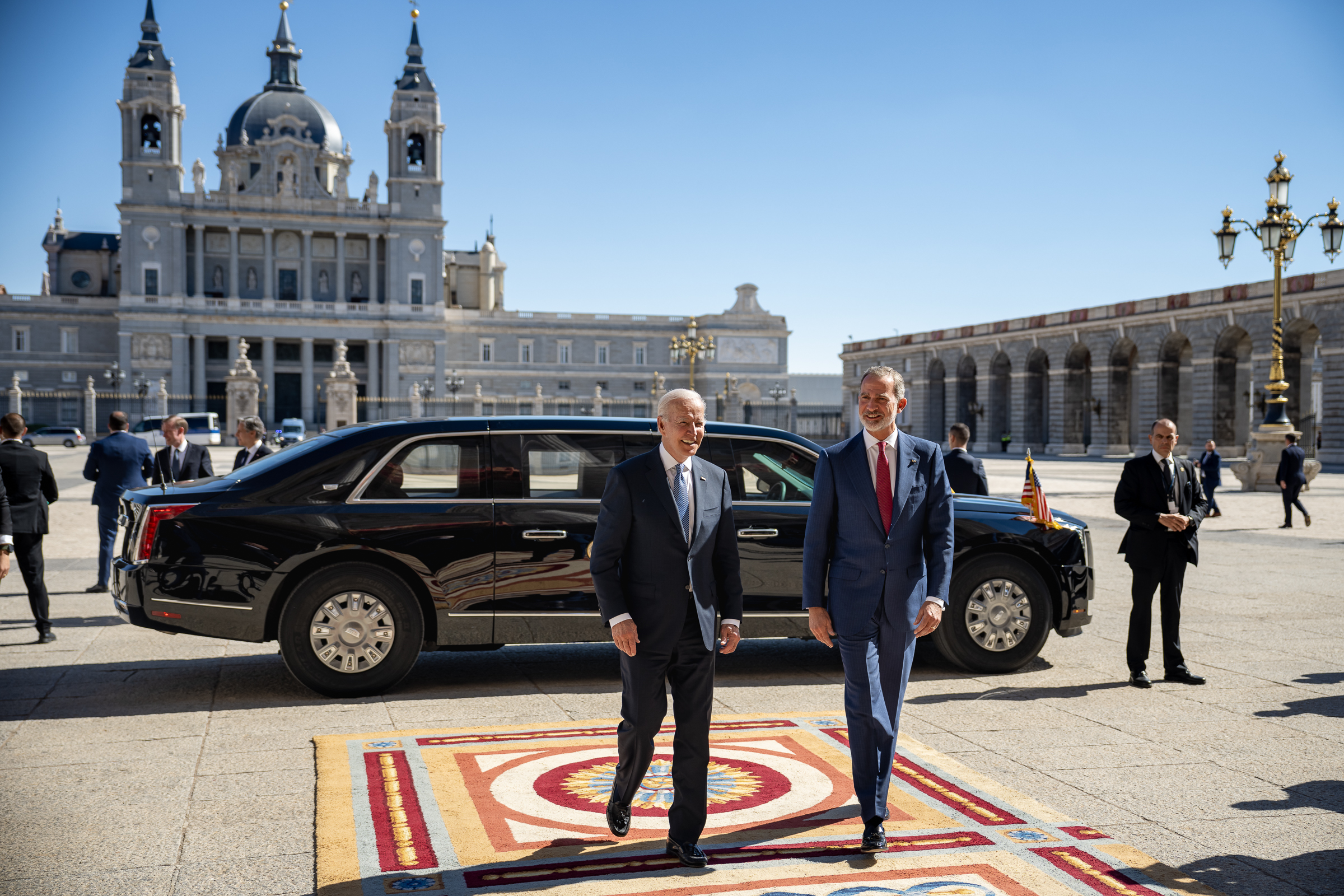
Prezydent USA Joe Biden i król Hiszpanii Filip VI

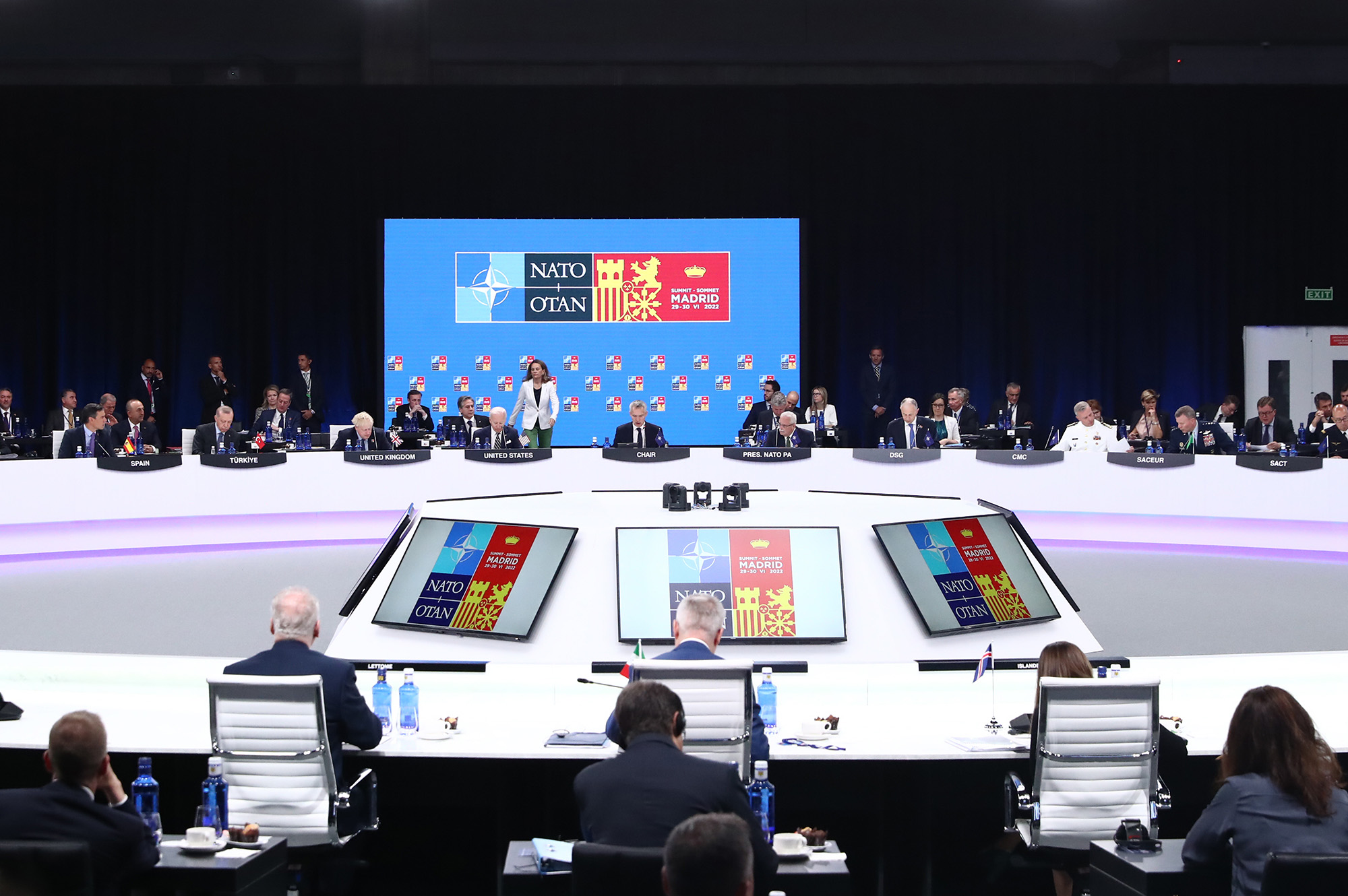
Sala posiedzeń szczytu NATO w Madrycie

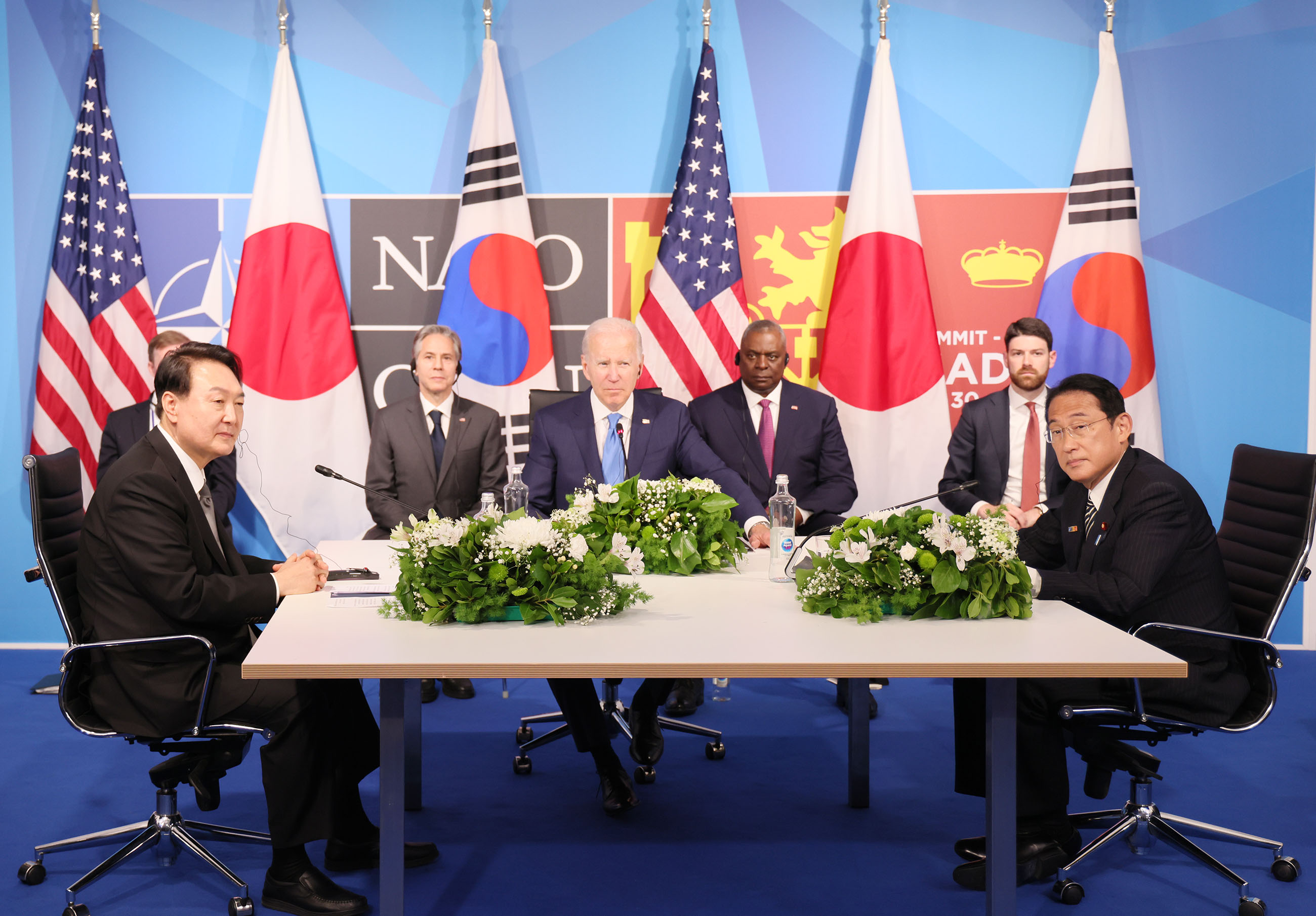
Prezydent USA Joe Biden, prezydent Korei Południowej Yoon Suk-yeol i premier Japonii Fumio Kishida

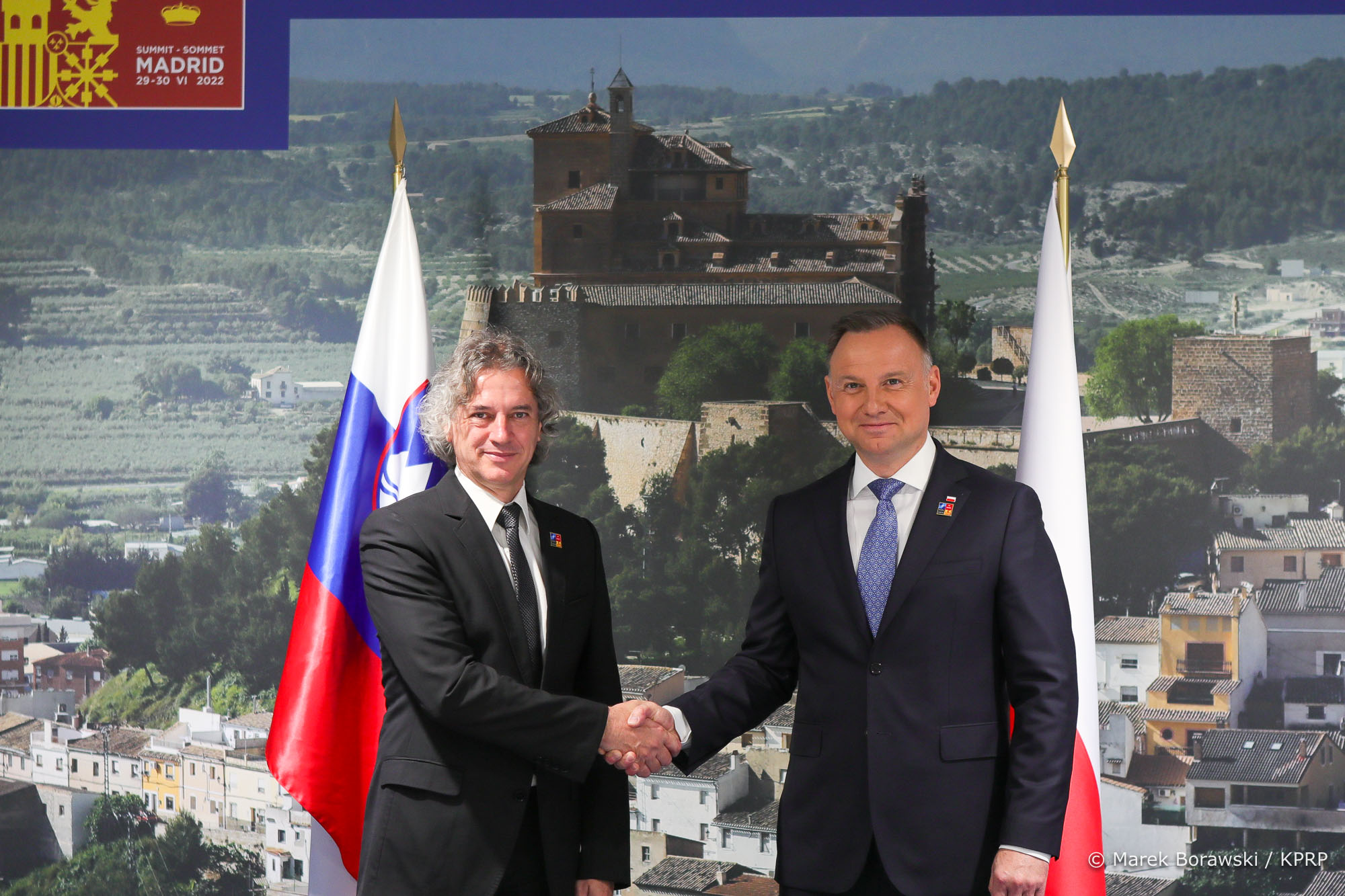
Prezydent Rzeczypospolitej Polskiej Andrzej Duda i premier Republiki Słowenii Robert Golob

Szczyt NATO w Madrycie – 35. szczyt NATO zorganizowany w Madrycie w dniach 29–30 czerwca 2022.
35 szczyt NATO odbył się w 40. rocznicę wstąpienia Hiszpanii do NATO. Spotkanie odbyło się kilka miesięcy po inwazji Rosji na Ukrainę.
W szczycie, oprócz szefów państw i rządów NATO, wzięły udział też delegacje Australii, Austrii, Finlandii, Gruzji, Japonii, Republiki Korei, Nowej Zelandii, Szwecji i Ukrainy, a także przedstawiciele Jordanii, Mauretanii oraz Bośni i Hercegowiny. W spotkaniu wzięli udział także przewodniczący Rady Europejskiej i przewodnicząca Komisji Europejskiej.  

## Postanowienia szczytu
Zasadniczym tematem szczytu w Madrycie była agresja Rosji przeciw Ukrainie i jej konsekwencje. Omawiano  bieżące wsparcie dla Kijowa, wpływ radykalnie zmienionej sytuacji bezpieczeństwa w Europie na Sojusz Północnoatlantycki i długoterminową adaptację NATO do aktualnych zagrożeń i wyzwań.
Po zakończeniu obrad szczytu opublikowano Deklarację Szczytu NATO w Madrycie'.
W Deklaracji szefowie państw i rządów zwrócili uwagę na moment krytyczny w dziedzinie bezpieczeństwa międzynarodowego na kontynencie europejskim, jakim stał się wybuch pełnoskalowej wojny rosyjsko-ukraińskiej. Potępiono Rosję, której działania podważają w sposób zasadniczy międzynarodowe bezpieczeństwo i stanowią naruszenie prawa międzynarodowego. Odnotowano akty okrucieństwa, które spowodowały masowe przemieszczanie się ludności i humanitarną katastrofę. Uznano, że Rosja doprowadziła celowo do pogłębienia kryzysu żywnościowego i energetycznego, który dotknął miliardy ludzi na całym świecie. Wezwano Rosję do natychmiastowego zaprzestania wojny i wycofania wojsk z Ukrainy. Uznano też Białoruś za stronę konfliktu.

W dalszej części przypomniano, że NATO jest sojuszem obronnym, nie stanowi zagrożenia dla żadnego państwa i pozostaje podstawą kolektywnej obrony oraz zasadniczym forum konsultacji w dziedzinie bezpieczeństwa. Uznano, że najważniejszym i bezpośrednim zagrożeniem dla bezpieczeństwa Sojuszu jest Federacja Rosyjska. Jako zagrożenie wymieniono terroryzm we wszystkich jego formach i przejawach. Jako zagrożenie wymieniono też ataki cybernetyczne oraz inne działania hybrydowe i asymetryczne, a także złośliwe wykorzystanie nowych technologii. Jako destabilizację przestrzeni międzynarodowej uznano też niekontrolowaną migrację i przemyt ludzi.
W deklaracji ogłoszono między innymi następujące decyzje:
- Zatwierdzenie nowej koncepcji strategicznej, która ma przystosować Sojusz do zagrożeń ze strony Rosji i nasilającej się rywalizacji z Chinami[5][6][7]. Opisano w niej środowisko bezpieczeństwa, potwierdzono wartości i wskazano kluczowy cel NATO, czyli zapewnienie kolektywnej obrony w oparciu o podejście 360°. Przywołano trzy kluczowe zadania sojusznicze: odstraszanie i obronę, zapobieganie kryzysom oraz bezpieczeństwo kooperatywne[2][3].
- Zobowiązano się do intensyfikacji poparcia politycznego i praktycznego na rzecz Ukrainy, w tym przyspieszenie dostaw nieśmiercionośnego sprzętu obronnego. W dłuższej perspektywie zdecydowano się na pomoc Ukrainie w powojennej odbudowie i w przeprowadzeniu reform.
- Sojusznicy zobowiązali się do rozmieszczenia na wschodniej flance NATO dodatkowych sił, które w razie potrzeby zostaną powiększone z istniejących batalionowych grup bojowych do jednostek wielkości brygady.
- Pozytywnie oceniono współpracę między państwami ramowymi a państwami przyjmującymi w zakresie wzmocnienia sił oraz dowodzenia i kontroli jak również tworzenia struktur na poziomie dywizji.
- Uznano, że odporność jest narodową odpowiedzialnością i zbiorowym zobowiązaniem. Jej poziom zapewniony zostanie  poprzez zapewnienie niezawodnych dostaw energii dla krajowych sił zbrojnych, obronę przed zagrożeniami cybernetycznymi i hybrydowymi oraz wzmocnienie interoperacyjności.
- Zapowiedziano utworzenie Akceleratora Innowacji Obronnych[8] i uruchomienie wielonarodowego Funduszu Innowacji[9].
- Zatwierdzono strategię, która wprowadza lotniczy System Wczesnego Ostrzegania i Kontroli (AWACS) nowej generacji.
- W ramach polityki otwartych drzwi zaproszono Finlandię i Szwecję do członkostwa w NATO, a także pozytywnie oceniono zawarcie trójstronnego memorandum między Turcją, Finlandią i Szwecją w tej sprawie.
- W zakresie sojuszniczych wydatków na obronę potwierdzono zobowiązania zawarte w artykule 3 traktatu waszyngtońskiego. Zapowiedziano zwiększenie krajowych wydatków na obronę i wspólne finansowanie NATO[2][3].

## Uczestnicy szczytu
Przewodniczący delegacji państw NATO

- Albania – premier Edi Rama
- Belgia – premier Alexander De Croo
- Bułgaria – prezydent Rumen Radew
- Kanada – premier Justin Trudeau
- Chorwacja – prezydent Zoran Milanović
- Czechy – premier Petr Fiala
- Dania – premier Mette Frederiksen
- Estonia – premier Kaja Kallas
- Francja – prezydent Emmanuel Macron
- Niemcy – kanclerz Olaf Scholz
- Grecja – premier Kyriakos Mitsotakis
- Węgry – premier Viktor Orbán
- Islandia – premier Katrín Jakobsdóttir
- Włochy – premier Mario Draghi
- Łotwa – prezydent Egils Levits
- Litwa – prezydent Gitanas Nausėda
- Luksemburg – premier Xavier Bettel
- Czarnogóra – prezydent Milo Đukanović
- Holandia – premier Mark Rutte
- Macedonia Północna – prezydent Stewo Pendarowski
- Norwegia – premier Jonas Gahr Støre
- Polska – prezydent Andrzej Duda
- Portugalia – premier António Costa
- Rumunia – prezydent Klaus Iohannis
- Słowacja – prezydent Zuzana Čaputová
- Słowenia – premier Robert Golob
- Hiszpania – premier Pedro Sánchez
- Turcja – prezydent Recep Tayyip Erdoğan
- Wielka Brytania – premier Boris Johnson
- Stany Zjednoczone – prezydent Joe Biden
- NATO –  sekretarz generalny NATO Jens Stoltenberg

Inni uczestnicy szczytu

- Unia Europejska – przewodniczący Rady Europejskiej Charles Michel
- Unia Europejska – przewodnicząca Komisji Europejskiej Ursula von der Leyen
- Australia – premier Anthony Albanese
- Austria – kanclerz Karl Nehammer
- Bośnia i Hercegowina
- Cypr – prezydent Nikos Anastasiadis
- Finlandia – prezydent Sauli Niinistö
- Gruzja – premier Irakli Garibaszwili
- Irlandia – premier Micheál Martin
- Japonia – premier Fumio Kishida
- Jordania
- Malta – premier Robert Abela
- Mauretania
- Nowa Zelandia – premier Jacinda Ardern
- Filipiny – prezydent Rodrigo Duterte
- Republika Chińska (Tajwan) – prezydent Tsai Ing-wen
- Korea Południowa – prezydent Yoon Suk-yeol
- Szwecja – premier Magdalena Andersson
- Tajlandia – premier Prayuth Chan-ocha
- Ukraina – prezydent Wołodymyr Zełenski (wideokonferencja)